# لیدی وایت‌هاوس
لیدی وایت‌هاوس (انگلیسی: Lady Whitehouse) منطقه مسکونی در استان نیانزا، کنیا می‌باشد.